# 다카시마정 (나가사키현 기타마쓰우라군)
다카시마정(鷹島町)은 나가사키현 기타마쓰우라군의 옛 정이다.
2006년 1월 1일 마쓰우라시 기타마쓰우라군, 후쿠시마정과 신설합병해 새로운 마쓰우라시가 되었다.
말기에는 외딴 섬에서 흔히 볼 수 있는 과소화가 심하게 진행되고 있었다. 

## 역사
중세
- 1281년 - 弘安의 난으로 元(원)나라군이 매섬에 상륙하여 전장이 된다.
  - 조선반도에서 출항한 원군(동로군)과 대륙의 강남지방에서 출항한 원군(강남군)이 평도섬에서 합류하자, 이 군대는 다자이후를 향해 진격하여 다카시마 앞바다까지 진출했다. 이에 집결한 일본군은 원나라 군함 함대를 공격하여 해전이 벌어졌고(鷹島沖海戦), 원나라는 타카시마에서 진격을 멈췄다. "원사(元史) 상위전(相魏傳)에 따르면, 원군은 다자이후를 향해 진격하는 것을 주저하여 군사를 출동시키지 못했다고 한다. 이후 원군은 격렬한 태풍을 만나 많은 군선이 침몰해 큰 피해를 입었다. 매섬에 남겨진 원군은 일본군의 총공격을 받아 궤멸되었다(鷹島掃蕩戦). 타카시마 앞바다에서 원군의 침몰선이 발견되었는데, 군함의 크기는 25~27m 정도로 추정되고 있다. 또한 섬에는 매섬 소탕전의 전적도 남아있다.

근세
- 에도 시대부터 히라도번의 영토가 되었다.

- 1889년 4월 1일 - 정촌제 시행에 의해 기타마쓰우라군 다키시마촌이 성립하였다.
- 1975년 1월 1일 - 정으로 승격해 다키시마정이 되었다.
- 2006년 1월 1일 - 마쓰우라시, 기타마쓰우라군 후쿠시마정과의 신설합병에 의해 새로운 마쓰우라시가 성립해, 자치체로서의 후쿠시마정은 폐지되었다.

## 교통

### 항공-철도
공항 및 철도 노선 없음.
- 가장 가까운 공항은 후쿠오카 공항이다.
- 가장 가까운 기차역은 마쓰우라 철도타카시마구치역 또는 JR가라쓰역이다.

### 도로
- 합병 후 2009년 4월 18일 사가현가라쓰시히젠마치와 다카시마 히젠대교가 개통되었다.

일반 현도
- 나가사키현도・사가현도 109호 다카시마 히젠선
- 나가사키현도 158호 다카시마선.

### 버스 노선
- 쇼와 자동차
  - 다카시마 히젠대교 개통으로 합병 후 2009년 4월 20일부터 가라쓰시 히젠초와 다카시마를 잇는 노선을 운행하기 시작했다.
- 다카시마 버스
  - 다카시마정영버스(다카시마 버스)는 마쓰우라시영버스가 되어 다카시마 섬 내 노선을 운행하고 있었다(현재 일부 구간은 쇼와자동차에, 나머지는 폐업으로 설립된 다카시마 택시로 이관).

### 항로
- 다카시마기선
  - 이마후쿠(마쓰우라시, 가장 가까운 역은 다카시마구치역) - 덴노우라(다카시마정')
  - 미쿠리야(마쓰우라시, 가장 가까운 역은 미쿠리야역) - 아오시마 - 후나카라즈(타카시마초) - 쿠로시마(다카시마정) - 아오(다카시마정)

예전에는 호시가(가라쓰시 히젠초)와 히비(다카시마초)를 연결하는 항로도 있었으나, 다카시마 히젠대교와 가까워서 교량 개통과 함께 항로는 폐지되었다.